# Don Michael Randel
Don Michael Randel (9 dicembre 1940) è un musicologo e storico statunitense, specializzato nello studio della musica italiana e francese del Medio Evo e del Rinascimento.

## Biografia
Conseguì baccellierato, master e dottorato in musicologia all'Università di Princeton, diventando poi assistente all'Università Cornell nel 1968.
Editore dell'Harvard Biographical Dictionary of Music e l'Harvard Concise Dictionary of Music and Musicians, ha diretto la terza e la quarta edizione dell'Harward Dictionary of Music, pubblicate rispettivamente nel 1986 e nel 2003. La terza edizione assunse transitoriamente il titolo di The New Harvard Dictionary of Music che per la prima volta aprì alla trattazione della musica del XX secolo, delle tradizioni non-occidentali, del jazz e della musica popolare.
Nel 1991 fu nominato provost dell'Università Cornell e, quattro anni più tardi, decano del Collegio di Arti e Scienze della stessa università.

Il 1 luglio 2000 succedette a Hugo F. Sonnenschein come 12º presidente dell'Università di Chicago, avviando la "Chicago Initiative", una campagna di raccolta fondi da 2 milioni di dollari a favore delle finanze dell'ateneo. Rafforzò la produzione accademica nelle discipline umanistiche, nelle arti, nelle scienze fisiche e nella biologia, cercando di stringere legami fra la Cornell, la comunità e le organizzazioni locali. Nel 2005, ricevette una donazione da 500.000 dollari dalla Carnegie Corporation di New York, della quale il 26 luglio annunciò che avrebbe assunto la presidenza, lasciando la Cornell.
Nel 2013, entrò a far parte del comitato dei garanti della Carnegie Corporation. Successivamente fu nominato nel comitato editoriale dell'Enciclopedia Britannica e presidente del direttivo dell'Accademia Americana delle Arti e delle Scienze.